# Baza lotnicza Twer-Migałowo

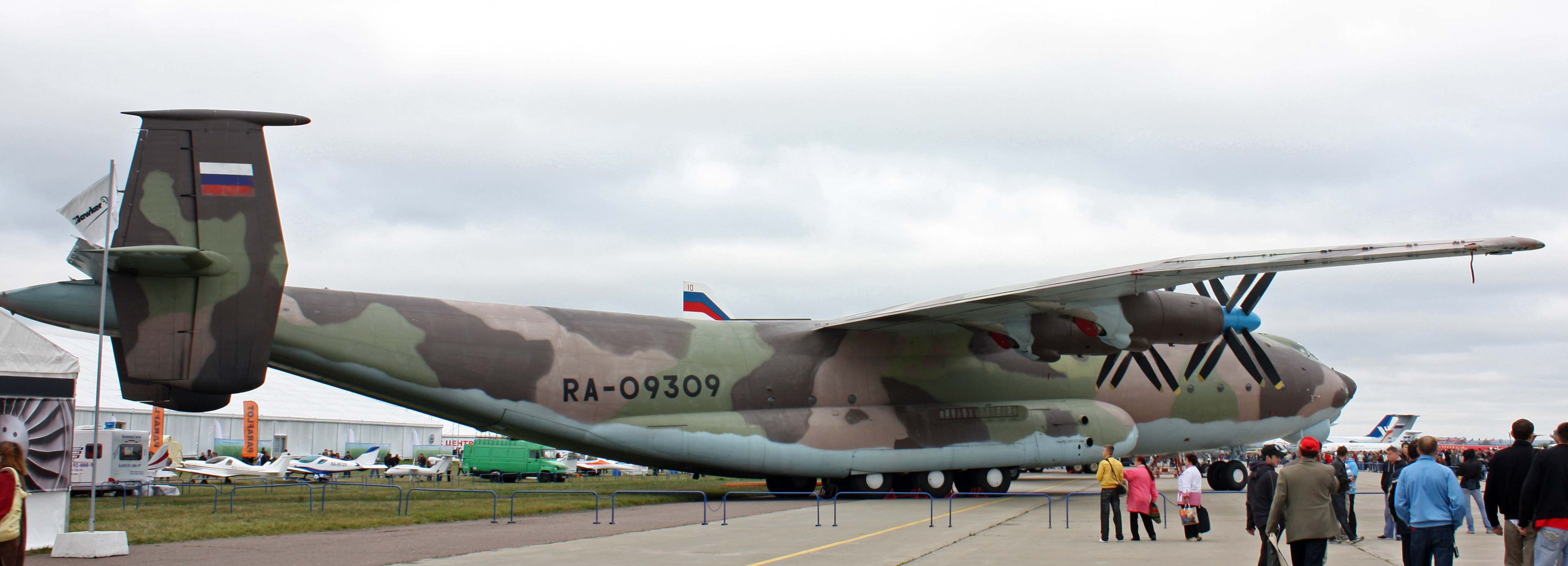
Rosyjski wojskowy samolot transportowy An-22A numer boczny RA-09309, który stacjonował w bazie lotniczej Twer-Migałowo

Baza lotnicza Twer-Migałowo (ros. военный аэродром Тверь-Мигалово) – baza lotnicza Sił Powietrznych Federacji Rosyjskiej na zachodnich obrzeżach Tweru w Rosji, na terytorium Moskiewskiego Okręgu Wojskowego, od 1995 roku wykorzystywana przez Ministerstwo Obrony Federacji Rosyjskiej i Ministerstwo Transportu Federacji Rosyjskiej jako tzw. lotnisko wspólnego bazowania (ros. аэродром совместного базирования), gdzie lądują również samoloty cywilne. Do 2002 roku lotnisko Twer-Migałowo miało status międzynarodowego portu lotniczego, lecz utraciło go.
W 2010 roku na terenie lotniska mieściła się 6955 Mginska Baza Lotnicza (1. kategorii) (ros. 6955-я Мгинская Краснознаменная авиационная база (1 разряда)), czyli jednostka wojskowa 21350 (ros. войсковая часть № 21350), podlegająca Dowództwu Wojskowego Lotnictwa Transportowego (ros. Командование Военно-транспортной Авиации), utworzonemu w 2009 roku z przekształcenia 61 Armii Lotnictwa Transportowego Naczelnego Dowództwa (ros. 61-я воздушная армия Верховного главнокомандования (Военно-транспортная авиация). W bazie stacjonowały przede wszystkim wojskowe samoloty transportowe Ił-76, An-12 i An-22. W 2010 roku na stanie 6955 Mginskiej Bazy Lotniczej znajdował się również samolot laboratorium An-26 nr boczny 147, służący do technicznych oblotów lotnisk jako tzw. samolot-kalibrator (ros. самолет-калибровщик).
W 2010 roku w skład 6955 Mginskiej Bazy Lotniczej weszły bazy wojskowego lotnictwa transportowego w Pskowie, Orenburgu, Taganrogu i Seszy koło Briańska. Część samolotów należących do 6955 Mginskiej Bazy Lotniczej stacjonowała na lotnisku wojskowym Klin-5 w obwodzie moskiewskim. W 2010 roku na terenie lotniska w Migałowie znajdował się także 1136 Lotniczy Skład Broni Rakietowej i Amunicji (ros. 1136‑й авиационный склад ракетного вооружения и боеприпасов, 1136 АСРВиБ), tzw. jednostka wojskowa nr 73852 (ros. войсковая часть № 73852).
W latach 2008–2009 w bazie Twer-Migałowo stacjonowały jednostki lotnicze wchodzące w skład 61 Armii Lotnictwa Transportowego Naczelnego Dowództwa:
- 12 Mginska Dywizja Wojskowego Lotnictwa Transportowego (ros. 12-я Мгинская Краснознамённая военно-транспортная авиационная дивизия)
- 196 Gwardyjski Miński Pułk Lotnictwa Transportowego (ros. 196-й гвардейский Минский военно-транспортный авиаполк) – samoloty Ił-76, An-12
- 76 Gwardyjska Leningradzka Samodzielna Eskadra Lotnictwa Transportowego (ros. 76-я гвардейская Ленинградская отдельная военно-транспортная авиаэскадрилья) – samoloty An-22
- 224 Jednostka Lotnicza (ros. ФГУП Государственная авиакомпания «224 летный отряд») – samoloty Ił-76MD i An-124 Rusłan[14]

## Katastrofy i incydenty lotnicze
11 listopada 1992 roku po starcie z lotniska Twer-Migałowo doszło do katastrofy wojskowego samolotu transportowego An-22, który rozbił się we wsi Niekrasowo w rejonie lotniska; zginęły 33 osoby.
18 stycznia 1994 roku po starcie z bazy rozbił się wojskowy samolot transportowy An-22; zginęło 7 osób.
W lutym 2008 roku na lotnisku doszło do awaryjnego lądowania samolotu An-22. W wypadku nikt nie zginął i nie został on odnotowany w bazach danych obejmujących katastrofy samolotów An-22.